# 2009年の道路
2009年の道路（2009ねんのどうろ）とは、2009年（平成21年）に起こった道路関係の出来事をまとめたページである。
2008年の道路 - 2009年の道路 - 2010年の道路

## 出来事の一覧

### 1月
- 21日
  - （拡幅）  国道23号 知立バイパス 安城市高棚町芦池（現・高棚北IC） - 野田IC (2.0 km) (2車線→4車線)
- 28日
  - （IC供用&IC改称）  山陰自動車道 米子道路 新・米子西IC出口、古い米子西ICが米子中ICに名称変更。

### 2月
- 5日
  - （PA供用）  紀勢自動車道 奥伊勢PA
- 7日
  - （開通）  紀勢自動車道 大宮大台IC - 紀勢大内山IC (10.4 km)
- 11日
  - （開通）  首都高速10号晴海線 豊洲出入口 - 東雲JCT (1.5 km)
- 20日
  - （拡幅）  東海北陸自動車道 ぎふ大和IC - 白鳥IC (4.9 km) (2車線→4車線)
- 26日
  - （IC供用）  山陰自動車道 米子道路 新・米子西IC入口

### 3月
- 14日
  - （開通）  鳥取自動車道 智頭IC - 河原IC (15.0 km)
  - （開通）  有明海沿岸道路 高田IC - 大和南IC (2.0 km)
- 15日
  - （開通）  国道45号 三陸自動車道 高田道路 通岡IC - 大船渡碁石海岸IC (3.4 km)
- 18日
  - （開通）  道央圏連絡道路 美原道路 江別市美原 (2.3 km)
- 20日
  - （開通）  横浜横須賀道路 佐原IC - 馬堀海岸IC (4.3 km)
  - （開通）  国道21号 坂祝バイパス 勝山IC - 鵜沼IC (4.3 km)
  - （IC供用）  新名神高速道路 甲南IC
  - （開通）  四国横断自動車道 中村宿毛道路 四万十IC - 間IC (6.1 km)
  - （開通）  中津日田道路 中津港線・中津道路 定留IC - 伊藤田IC (3.6 km)
- 21日
  - （開通）  国道468号 首都圏中央連絡自動車道 阿見東IC - 稲敷IC (6.0 km)
  - （開通）  国道113号 新潟山形南部連絡道路 荒川道路 村上市南新保 - 村上市坂町 (3.6 km)
- 22日
  - （開通）  国道45号 三陸自動車道 桃生登米道路 桃生津山IC - 登米IC (9.6 km)
- 23日
  - （開通）  北薩横断道路 薩摩道路 永野IC - さつま観音滝IC (2.5 km)
- 26日
  - （開通）  あぶくま高原道路 蓬田PA - 平田IC (3.3 km)
- 27日
  - （開通）  国道113号 新潟山形南部連絡道路 赤湯バイパス 南陽市竹原 - 南陽市島貫 (4.0 km)
- 28日
  - （開通）  中部縦貫自動車道 永平寺大野道路 上志比IC - 勝山IC (7.9 km)
  - （無料開放）  国道506号 那覇空港自動車道 南風原道路 全線 (5.9 km)
- 29日
  - （IC供用）  東北自動車道 黒磯板室IC
  - （IC供用）  常磐自動車道 東海スマートIC
  - （IC供用）  館山自動車道 君津スマートIC
  - （IC供用）  首都高速神奈川1号横羽線 大師出入口 （横浜方面出入口ランプ）
  - （開通）  四国横断自動車道 須崎道路 須崎東IC - 新荘川橋東詰出入口（現・須崎西IC） (4.6 km)
  - （IC供用）  九州自動車道 みやま柳川IC
- 30日
  - （IC供用）  琵琶湖西縦貫道路 湖西道路 和迩IC （高島方面出入口ランプ）
- 31日
  - （IC供用）  福岡都市高速5号線（現・福岡都市高速環状線の一部） 堤出入口 （野芥方面出入口）
  - （路線廃止）  鹿児島県道400号鶴田停車場線[1]

### 4月
- （開通）  重慶市で朝天門長江大橋開通[2]。
- 1日
  - （IC供用）  東北自動車道 鏡石スマートIC
  - （IC供用）  常磐自動車道 三郷料金所スマートIC
  - （IC供用）  常磐自動車道 水戸北スマートIC
  - （IC供用）  北関東自動車道 波志江スマートIC
  - （IC供用）  新空港自動車道 成田スマートIC
  - （IC供用）  北陸自動車道 南条スマートIC
  - （IC供用）  北陸自動車道 安宅スマートIC
  - （IC供用）  北陸自動車道 流杉スマートIC
  - （IC供用）  東海北陸自動車道 ひるがの高原スマートIC
  - （IC供用）  国道475号 東海環状自動車道 鞍ヶ池スマートIC
  - （IC供用）  山陽自動車道 宮島スマートIC
  - （IC供用）  高松自動車道 府中湖スマートIC
  - （IC供用）  大分自動車道 別府湾スマートIC
  - （無料開放）  仁田峠循環自動車道路 全線 (8.2 km)
- 18日
  - （開通）  国道475号 東海環状自動車道 美濃関JCT - 関広見IC (2.9 km)
- 29日
  - （開通）  南九州西回り自動車道 日奈久芦北道路 田浦IC - 芦北IC (8.0 km)

### 5月
- 28日
  - （開通）  唐津-尚州高速道路（現・唐津-盈徳高速道路） 唐津JCT - 儒城JCT
  - （開通）  舒川-公州高速道路 東舒川IC - 西公州JCT (61.4 km)
- 30日
  - （拡幅）  月浦白尾インターチェンジ連絡道路 津幡バイパス 舟橋IC/JCT - 能瀬IC (2.6 km) (2車線→4車線)

### 6月
- 29日
  - （IC供用）  道央自動車道 輪厚スマートIC

### 7月
- 1日
  - （開通）  龍仁-ソウル高速道路 興徳IC - 獻陵IC (22.9 km)
- 15日
  - （開通）  ソウル-襄陽高速道路 江一JCT - 春川JCT (61.4 km)
- 17日
  - （拡幅）  東海北陸自動車道 郡上八幡IC - ぎふ大和IC (4.6 km) (2車線→4車線)
- 18日
  - （開通）  日本海東北自動車道 中条IC - 荒川胎内IC (9.7 km)
- 27日
  - （開通）  伊豆縦貫自動車道 東駿河湾環状道路 沼津岡宮IC - 三島塚原IC (10.0 km)

### 8月
- 1日
  - （無料開放）  富士見川越有料道路 全線 (8.0 km)
- 4日
  - （開通）  あぶくま高原道路 福島空港IC - 石川母畑IC (3.5 km)
- 8日
  - （IC供用）  東北自動車道 白河中央スマートIC

### 9月
- 12日
  - （開通）  常磐自動車道 山元IC - 亘理IC (11.5 km)
- 18日
  - （IC供用）  東北自動車道 三本木スマートIC
- 24日
  - （IC供用）  関越自動車道 長岡南越路スマートIC
- 30日
  - （着工）  重慶市南岸区で黄桷湾立体交差橋着工[3]。

### 10月
- 1日
  - （IC名称変更）  函館江差自動車道 函館茂辺地道路 大野IC → 北斗追分IC
  - （IC名称変更）  函館江差自動車道 函館茂辺地道路 上磯IC → 北斗中央IC
- 4日
  - （開通）  会津縦貫北道路 塩川IC - 湯川北IC (3.2 km)
- 10日
  - （開通）  道央自動車道 落部IC - 八雲IC (16.0 km)
  - （無料開放）  中津川有料道路 全線 (0.9 km)
- 18日
  - （開通）  国道470号 能越自動車道 七尾氷見道路 氷見IC - 氷見北IC (2.8 km)
  - （開通）  仁川大橋 全線 (21.3km)
- 24日
  - （開通）  道東自動車道 占冠IC - トマムIC (26.2 km)
- 25日
  - （開通）  東播磨南北道路 神野町石守 - 神野町神野 (1.5 km)
- 28日
  - （開通）  平沢-華城高速道路 全線 (38.5 km)
  - （開通）  首都圏第二循環高速道路 峰潭IC - 東灘JCT (17.8 km)
  - （開通）  烏山-華城高速道路 全線 (2.0 km)
- 30日
  - （無料開放）  那須高原有料道路 全線 (10.5 km)
  - （開通）  ソウル-襄陽高速道路 春川JCT - 東港川IC

### 11月
- 7日
  - （開通）  北海道横断自動車道 黒松内新道 黒松内JCT - 黒松内IC (5.1 km)
- 14日
  - （開通）  函館江差自動車道 函館茂辺地道路 北斗中央IC - 北斗富川IC (4.6 km)
- 19日
  - （拡幅）  上信越自動車道 豊田飯山IC - 信濃町IC (8.6 km) (2車線→4車線)
- 21日
  - （開通）  道東自動車道 本別IC - 浦幌IC (8.0 km)
  - （拡幅）  月浦白尾インターチェンジ連絡道路 津幡バイパス 能瀬IC - 内日角IC (2.1 km) (2車線→4車線)
  - （IC供用）  中央自動車道 双葉スマートIC （名古屋方面側出入口）
- 28日
  - （開通）  山陰自動車道 斐川IC - 出雲IC (13.6 km)
- 30日
  - （拡幅）  四国横断自動車道 中村宿毛道路 四万十市古津賀 - 四万十IC (0.7 km) (2車線→4車線)

### 12月
- 6日
  - （開通）  国道23号 知立バイパス 和泉IC - 高棚北IC 高架化 (3.8 km)
- 12日
  - （開通）  国道450号 旭川紋別自動車道 白滝IC - 旧白滝出入口 (5.6 km)
  - （IC廃止）  国道450号 旭川紋別自動車道 旧白滝出入口
  - （拡幅）  金沢外環状道路 金沢東部環状道路 金沢市鈴見台 高架化 (0.7 km) (2車線→4車線)
  - （開通）  国道497号 西九州自動車道 唐津道路 二丈鹿家IC - 浜玉IC (3.8 km)
- 15日
  - （着工）  港珠澳大橋が正式に着工[2]。
- 19日
  - （IC供用）  高知自動車道 土佐スマートIC
- 30日
  - （無料開放）  水郷有料道路 全線 (9.3 km)